# Eurhynchium nivium
Eurhynchium nivium är en bladmossart som beskrevs av Johann Amann 1918. Eurhynchium nivium ingår i släktet sprötmossor, och familjen Brachytheciaceae. Inga underarter finns listade i Catalogue of Life.